# Marsdenia brevifolia
Marsdenia brevifolia är en oleanderväxtart som först beskrevs av George Bentham, och fick sitt nu gällande namn av P.I. Forster. Marsdenia brevifolia ingår i släktet Marsdenia och familjen oleanderväxter. Inga underarter finns listade i Catalogue of Life.